# 反日亡国论
反日亡国论是日本新左翼活动家大森胜久在1970年代提出的思想。他从“反日”的立场出发，主张“灭亡日本”。

## 概述
20世纪70年代，大森胜久受到新左翼理论的影响参照太田龙的穷民革命论和阿伊努革命论的影响始开此理论。梅内恒夫的手记《致所有志在打倒日帝的共产主义者同盟赤军派的人们》成为他理论形成的契机。
反日亡国论不仅仅是从反对帝国主义战争的立场出发，旨在推动自己国家的战败和“革命失败主义”，也不仅仅是批判“明治以来日本帝国主义所犯下的罪行”，它更是追溯到更远的历史，否定日本的建国以及日本民族的历史本身，并主张其灭绝。
反日亡国论认为，共产主义之所以不能在日本实现，是因为“日本帝国人”具有天生的“侵略性”，因而主张日本人的自我否定。该理论认为日本是一个“犯罪深重”的“反革命”国家，日本民族是“丑恶且耻辱的民族”，因而日本人的祖国思想是最大的“反革命”思想，应该积极舍弃民族意识和国民意识，成为“非国民”，讓日本这个国家和整个日本民族从地球上消失。基于反日亡国论的组织认为应该从事反日斗争，以求洗刷“压迫、犯罪民族”的“原罪”。

## 详细内容

### 脱离马克思主义
卡尔·马克思在《共产党宣言》中写道：“工人没有祖国”“全世界无产者，联合起来”，并提到在未来的共产主义社会中，“国家将会消亡”。此外，第二国际的《巴塞尔宣言》将工人参与自己国家的帝国主义战争视为“犯罪”，并呼吁“将帝国主义战争化为内战”，这一立场得到了弗拉基米尔·列宁的支持。
梅内恒夫在《致所有志在打倒日帝的共产主义者同盟赤军派的人们》中提到：“现在我们应当抛弃马克思”，并强调在进行反日斗争时，不能被马克思主义的既有概念所束缚。东亚反日武装战线则主张：“被殖民的人民也将日本的无产者视为‘敌人’，对这一严酷的事实的确认，正是反日思想的原点”，并指出“被殖民人民的反日情感”是取代马克思主义的基本原理。
- 日本国家的“侵略性”
列宁在《帝国主义是资本主义的最高阶段》中指出，如同书名所示，高度发展的资本主义国家最终将发展为具有“对外侵略倾向”的帝国主义国家。因此，日本的“侵略性”也是由封建社会向资本主义社会过渡所带来的副作用。为了克服这一问题，必须进行社会主义革命，去除天皇制等“日本帝国主义残余”，并通过重建一个新生的“日本人民共和国”来消除日本的“侵略性”。[5]
然而，在反日亡国论中，日本的“侵略性”并非仅仅在成为帝国主义国家后才显现出来，而是自建国以来一直延续的“传统”。因此，单纯将其改组为“日本人民共和国”并不能认为已经去除了“侵略性”。[4]要实现最终的解决，必须彻底抹除地球上的“日本”这一国家，完全根除日本人的“邪恶”血统，并且不允许任何以“日本”命名的国家形式复辟。[6]
- 对阶级视角的否定
在马克思主义等国际主义理论中，重点是阶级而非国家和民族，并认为各国的无产阶级应当团结起来。
然而，在反日亡国论中，“压迫民族的无产阶级”被认为与“压迫民族的资产阶级”一样，都是对“被压迫民族的无产阶级”的加害者，强调“无产阶级的团结”实际上是在免除“压迫民族工人阶级”的加害责任。[4]
用东亚反日武装战线成员黑川芳正（日语：黒川芳正）的话来说，这不是“立足于阶级观点的反日帝”，而是“内含阶级划分的反日”。[4]他自认为自己的思想应当被归类为“反日思想”，而不是传统的革命思想，并且为自己在革命论上完成了哥白尼式的转变而感到自豪。[7]

### 关于“日本”的国号
“日本”这一国号意味着“日出处天子之国”，与天皇制密不可分。它不仅仅是接受了中国的中国中心主义思想，还表现出对中国这一中国中心主义思想发源地的蔑视，称其为“日没处之国”。这一国号体现了“极端傲慢的帝国主义”，并非一个来代表位于欧亚大陆东端弧形列岛地区的价值中立的地名。

### 日本国的历史定位
日本皇室的起源基于骑马民族征服王朝说，认为皇室是来自大陆的渡来人。换句话说，日本全境是通过侵略获得的征服土地。“被征服民”最终被同化为与皇室相关的“天孙民族”，成为农耕民族；而拒绝被同化的部分“被征服民”则成为部落民。从中古时期开始，日本不断南北推进侵略，直到明治时期吞并了阿伊努茅希利和琉球王国，完成了对本土的侵略。由此，日本的历史无疑是“一段侵略与剥削的历史”。正因为有这种“侵略的传统”，才导致了日本对亚洲及世界的侵略。另外，一些座椅历史学家高度评价“民众史观”，认为自由民权运动等民众发起的政治运动具有重要的意义，但这些民众不过是“犯罪国家日本”的组成部分，他们的生活是建立在阿伊努民族和琉球民族的牺牲之上的，因此，这些政治运动也应当被彻底否定。1918年发生的米骚动被认为不过是“米暴动”，它只是为掠夺殖民地人民的稻米创造了条件，根本不值得肯定。

### 对日本文化的否定
反日亡国论认为，对日本文化感到自豪本身就是一种罪恶和反革命行为，并称赞了焚烧祭祀迁都平安京的桓武天皇的平安神宫放火事件。

### 对日本劳工运动的否定
战后由于高度经济增长，大多数日本国民得以享受“资产阶级式”的生活，但这些生活的基础，是建立在“对全世界人民的剥削所获得的财富”之上的。因此，以“改善生活运动”“加薪运动”等为代表的日本劳工运动，被认为不过是“掠夺民族・日本人”提出的“多分一杯赃物”的“精神贫乏的愿望”的表现，是一种反革命行为。

### 不干预海外人权问题
（在1970年代当时）有些左翼人士积极参与援救因金大中事件而事实上被韩国政府拘禁的金大中，但在反日亡国论看来，这是完全站不住脚的行为。因为一个身为“日帝本国人”的人却去谈论外国（尤其是亚洲国家）的人权问题，本质上是“日本是民主国家，是个好国家，是先进国家”这一“日本优越意识”的体现，被视为帝国主义式的侵略行为。

### 日本打倒战略
仿照越南战争中美国国力被消耗的前例，设法将日本卷入战争。作为导火索的国家是韩国。首先，煽动韩国人的排外性韩民族主义，激化反日情绪，诱发韩国军方发动军事政变，推翻“亲日政权”，肃清盘踞在韩国的“亲日派”。随后，由“反日军事政权”向日本宣战，至少造成10万自卫队队员阵亡。与此同时，“琉球共和国”宣布独立，并向日本与美国宣战，与韩国一同加入对日侵略战争。随后，“阿伊努苏维埃共和国”也宣布独立，并对提出诸如“归还北方领土”等无视阿伊努族主张的“傲慢言论”的北海道和人进行大屠杀，目标为北海道居住的500万和人。此外，还将在东南亚煽动反日情绪。并利用日本赤军的网络，阻止阿拉伯国家向日本出口原油，如同当年的“ABCD包围网”将日本团团围住，促使其自我毁灭。在“日本灭亡”之后，日本人无论男女老少都将被送上审判台，因其大多数是“日帝本国人”，因此将被判处死刑。只有那些舍弃民族意识与国民意识、参与反日斗争的同志（“世界革命浪人”）才会被判无罪。最终，在这一剧本中，“日本人”将从地球上彻底消失。

## 批评
- 首倡者大森胜久本人后来在狱中转向为保守派，并记述反日亡国论是“恶魔般的思想”。[10]
- 佐佐木俊尚（日语：佐々木俊尚）将其评价为“疯狂”“完全偏离方向”“已无法以常识衡量的极端哲学”“怪异的逻辑”以及“少数派附身”。[5]
- 森口朗将其评价为“异常的感性”“作为日本人却诅咒日本的思想”“反日暴力思想”。[11]
- 东亚反日武装战线“狼”组织的领导人大道寺将司在其著作中写道，“反日不能作为一个整体来概括”，大森胜久的“反日”并非统一的观点。[12]

## 脚注
1. 1 2  治安フォーラム別冊『過激派事件簿40年史』立花書房、2001年
2. ↑  黒川芳正『獄窓からのラブレター-反日革命への戦旅』　新泉社、1985年
3. 1 2 3 4 5 6  やっていない俺を目撃できるか!編集委員会編『やっていない俺を目撃できるか! 北海道庁爆破犯人デッチ上げ事件』三一書房、1981年
4. 1 2 3 4 5  黑川芳正（日语：黒川芳正）『獄窓からのラブレター-反日革命への戦旅』　新泉社、1985年
5. 1 2  佐佐木俊尚（日语：佐々木俊尚）『「当事者」の時代』光文社、2012年
6. 1 2 3 4  竹中労・平岡正明『水滸伝-窮民革命のための序説』より梅内恒夫「共産同赤軍派より日帝打倒を志すすべての人々へ」三一書房、1973年
7. ↑  東アジア反日武装戦線への死刑・重刑攻撃とたたかう支援連絡会議編『でもわたしには戦が待っている 斎藤和「東アジア反日武装戦線大地の牙」の軌跡』風塵社、2004年
8. ↑  東アジア反日武装戦線KF部隊 (準)『反日革命宣言 東アジア反日武装戦線の戦闘史』鹿砦社、1979年
9. 1 2 3 4  太田竜『辺境最深部に向かって退却せよ!』三一書房、1971年
10. ↑  私の左翼時代ー洗脳されて革命運動に参加
11. ↑  森口朗『なぜ日本の教育は間違うのか ～復興のための教育学～』扶桑社、2012年
12. ↑  「明けの星を見上げて:大道寺将司獄中書簡集」（大道寺将司、1984年、れんが書房新社）p65、p72、p198